# Јелена Мила
Јелена Иванишевић Пауновић уметничко име Јелена Мила (Београд, 22. новембар 1968) српска је и шведскa глумица и продуцент.
Завршила је Факултет драмских уметности у Београду у класи профeсора Предрага Бајчетића. Дебитовала је у филму ’Како је пропао Рок ен Рол’ 1988. године у другој причи Алкесандра Баришића и Владимира Славице. Играла је на сценама Народног позориша у Београду, Атељеа 212, Народног позоришта у Подгорици, као и широм простора бивше Југославије. Од 1998. године живи и ради у Шведској, Стокхолму као шведско-српско-црногорска глумица и продуцент. Између 2005−2008. године одиграла је три запажене улоге у Драматену — Краљевском националном позоришту у Стокхолму и тако постала прва глумица у историји домаћег позоришта, која је с српског језика и сцене Народног позоришта, прешла на шведски и велику сцену Шведског Националног позоришта после само шест година. Последњих година успешно води Фестивал Новог Балканског Филма у Нордијским земљама и своју позоришну и филмску продукцију Јустин и М.А.М.М.А. Завршила је Мастер студије Филмских наука из области продукције на Стокхолмском универзитету.
Удата је и има два сина Ивана и Алексу.